# شركة الزيت الأنجلو المصرية المحدودة
شركة الزيت الأنجلو المصرية المحدودة كانت شركة نفط مسجلة في لندن في 6 يوليو 1911  بناءً على حقول النفط في مصر .
كانت الشركة عملية مشتركة بين شركة رويال داتش شل وشركة بريتيش بتروليوم . 
في يوليو 1961 ، استحوذت حكومة الجمهورية العربية المتحدة على 50٪ من أسهم الشركة. أعيدت تسميتها باسم شركة النصر لحقول النفط في 4 يناير 1962 ، وتم تحويلها إلى شركة جمهورية عربية متحدة.  ويبدو أنه قد تم تأميمها في عام 1964، ويستشهد تقارير إخبارية ناصر الصورة الاستيلاء في عام 1964  في حين تشير النفط والبترول كتاب سكينر عام 1951 السيطرة.
كانت حقول النفط المستخدمة هي الغردقة ورأس غريب ، على الشاطئ الغربي للبحر الأحمر . كما عقدت عقود إيجار مشتركة في شبه جزيرة سيناء .   وكان مصفاة في السويس. 

## روابط خارجية
- Documents and clippings about Anglo-Egyptian Oilfields Ltd